# 俞成慶
俞成慶（?—?），湖南省長沙府善化縣人，清朝政治人物、進士出身。
光緒九年（1883年），参加癸未科殿試，登進士二甲79名。同年五月，改翰林院庶吉士。光緒十二年四月，散館，著以知县即用。